# 神奈川県立保土ケ谷公園ラグビー場

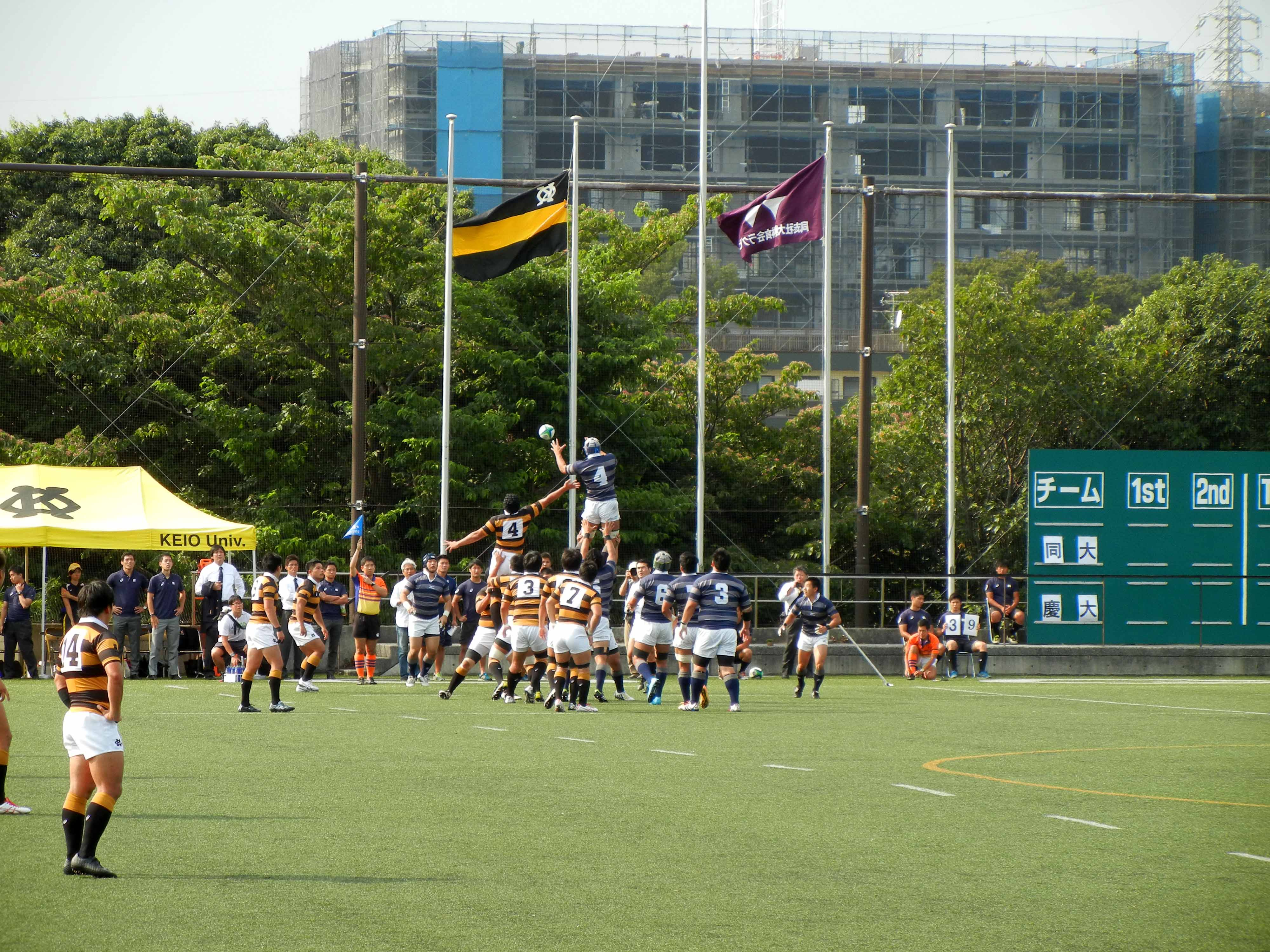
上田昭夫追悼記念・第98回慶應義塾・同志社のラグビー定期戦（2015年9月） 写真右側に当時はパネル式だったスコアボードがある

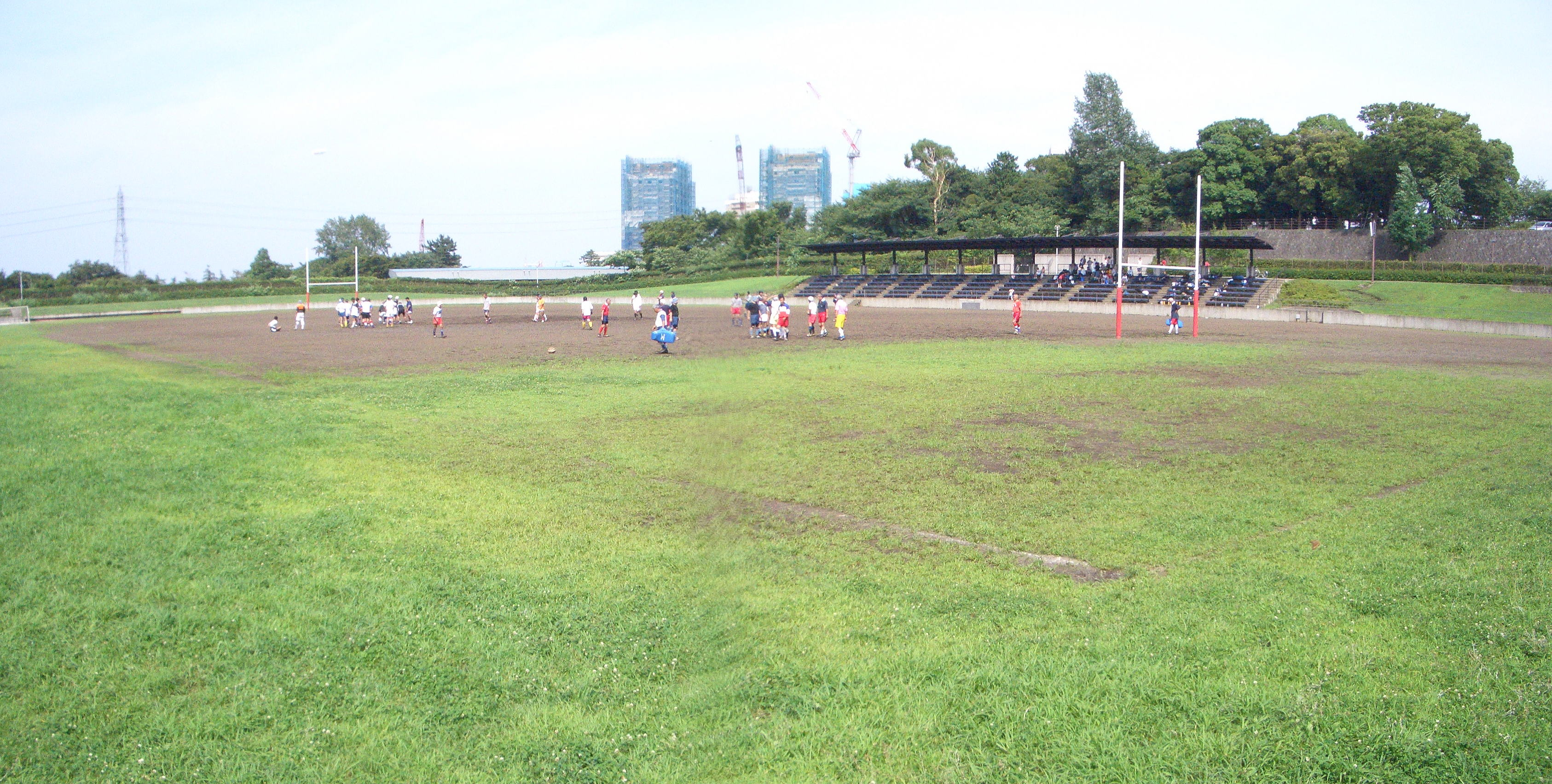
クレーコート時代の保土ケ谷公園ラグビー場

神奈川県立保土ケ谷公園ラグビー場（かながわけんりつほどがやこうえんラグビーじょう）は、神奈川県の運営する保土ケ谷公園内に立地するラグビー専用スタジアム。ピッチは2007年春までクレーであったが、同年11月に全面人工芝化が完了している。なお同公園内にある神奈川県立保土ケ谷公園サッカー場のサブグラウンド的な役割を果たしている。

## 施設概要
- 所在地：神奈川県横浜市保土ケ谷区花見台4-2
- 収容人数：2000人（座席数　300・メインスタンド中央部のみ固定座席、他は芝生席）
- スコアボード：電光式（LED使用）

## アクセス
- 東日本旅客鉄道（JR東日本）横須賀・総武快速線、湘南新宿ライン「保土ケ谷駅」より横浜駅西口行きバス保土ケ谷野球場前下車
- 相鉄本線「星川駅」より徒歩15分